# Ruta 310 (Costa Rica)
La Ruta 310, oficialmente Ruta Nacional Terciaria 310, es una ruta nacional de Costa Rica ubicada en la provincia de San José.

## Descripción
En la provincia de San José, la ruta atraviesa el cantón de Escazú (el distrito de San Rafael), el cantón de Santa Ana (los distritos de Santa Ana, Pozos).